# Монтефино
Монтефино (итал. Montefino) је насеље у Италији у округу Терамо, региону Абруцо.
Према процени из 2011. у насељу је живело 228 становника. Насеље се налази на надморској висини од 359 м.

## Становништво
Према резултатима пописа становништва 2011. у општини је живело 1.091 становника.
| 1931. | 1936. | 1951. | 1961. | 1971. | 1981. | 1991. | 2001. | 2011. |
| ----- | ----- | ----- | ----- | ----- | ----- | ----- | ----- | ----- |
| 2.129 | 2.194 | 2.399 | 2.005 | 1.513 | 1.322 | 1.259 | 1.184 | 1.091 |